# Lemanis Valley
Das Lemanis Valley ist ein Tal im Australischen Antarktis-Territorium. In der Britannia Range liegt es 11 km westnordwestlich des Derrick Peak zwischen dem Ituna Valley und dem Lindum Valley. Der Taleingang wird durch eine Seitenzunge des Hatherton-Gletschers eingenommen.
Eine Mannschaft neuseeländischer Geologen der University of Waikato, die in diesem Gebiet zwischen 1978 und 1979 Untersuchungen durchführte, benannte das Tal in Anlehnung an die Benennung der Ortschaft Lympne in der englischen Grafschaft Kent zu römischer Zeit (siehe dazu Portus Lemanis).